# Sorihuela del Guadalimar
Sorihuela del Guadalimar – gmina w Hiszpanii, w prowincji Jaén, w Andaluzji, o powierzchni 55,31 km². W 2011 roku gmina liczyła 1342 mieszkańców.